# Microdynerus cavatus
Microdynerus cavatus är en stekelart som först beskrevs av Richard Mitchell Bohart 1955.  Microdynerus cavatus ingår i släktet Microdynerus och familjen Eumenidae. Inga underarter finns listade i Catalogue of Life.